# Flört The Club
A Flört The Club (korábban Flört Dance Club, még régebben Flört Disco) Magyarország egyik legrégebben működő klubja. 1989-ben nyitotta meg kapuit Siófok szívében és azóta is „alappillére a hazai partykultúrának”. A klub a nyári balatoni szezonban (június végétől augusztus végéig) alapvetően a környéken nyaraló turisták éjszakai szórakozási igényeit hivatott kielégíteni. Ilyenkor általában minden nap nyitva van és mondhatjuk, hogy diszkóként üzemel. Azonban az egész év során 1-2 havi rendszerességgel a hazai partiszcéna részévé válik és az egész ország területéről vonzza Siófokra az elektronikus underground zene rajongóit. Az ő szemükben ez a klub igazi arca.
A partik alkalmával legtöbbször külföldi sztárdj-k lépnek fel a magyar élvonalbeli dj-k kíséretében. A zenei vonalat leginkább a progressive-house jellemzi, de előfordul house, electro és ritkábban trance is a kínálatban.
2020-ban a Flörtöt eladták, Fitness5 konditeremmé alakítják át.

## Partik

### Rendszeres partik
- Farsang (február közepe)
- Grand Opening (húsvét)
- Flört Születésnap (május közepe)
- Ikrek éjszakája (június eleje)
- Nyárnyitó (június vége)
- Nyárzáró (augusztus közepe)
- Halloween (október vége)
- Karácsonyi buli (december 25.)
- Szilveszter (december 31.)

### Kevésbé rendszeres partik
- Holland Weekend/Night (július utolsó hétvégéje, 2002-2004)
- Flört Exclusive (alkalomtól és fellépőtől függően bármikor)
- Hungarian Special (augusztus első hétvégéje, 2005-2006)

## Fellépők

### Korábbi rezidensek
- Budai Gyula /

```
Mezzo GB (1989-1991)
```

- Jutasi (1994, 1996)
- Dj Smile (? 1994)
- Xray (1994, 1996)
- Roger (1995-1998, 2004)
- Budai (1993-1996)
- Pat Duff, Limit,  Roger (1996-1998)
- Tommyboy (?)
- Sterbinszky (1999-2000)
- Szeifert (2001, 2004)
- Spirit (2001-2004)
- Chriss & Kühl (2002-2004)
- Dandy (2001, 2005-2012)

### Magyar fellépők
A teljesség igénye nélkül:
- Flash
- Slam Jr.
- Pöli
- Surprise
- Monkz (G.Ü.L.Ü., Supacurtis, Shootie)
- Geri Da Pig
- The Debut (Garay, Moonline, Dandy)
- Lauer
- Soneec
- Danny L
- Randall
- Junior

### Külföldi fellépők
A teljesség igénye nélkül:
Paul Van Dyk, Tiësto, Sander Kleinenberg, Saeed & Palash, Deep Dish, James Zabiela, Sasha, BT, Hybrid, Circulation, Paul Davis, Seb Fontaine, Steve Lawler, Moshic, Fred Numf, Matthew Dekay, Anthony Pappa, Nick Warren, Satoshi Tomiie, Hernan Cattaneo, Dave Seaman, Luke Chable, Oliver MacGregor, Lexicon Avenue, Andry Nalin, James Holden, Danny Howells, Desyn Masiello, Hernan Cattaneo, Gabriel & Dresden, The Scumfrog, X-Press 2, Layo & Bushwacka, John Creamer, Luke Fair, ATB, Westbam, Tom Novy, Victor Calderone, Woody van Eyden

## Partikronológia
Az alábbi táblázatban szereplő kiemelt rendezvények adatai a klub honlapjáról, valamint az ott megjelent e-flyerekről származnak. A fellépők az e-flyereken feltüntetett sorrendben szerepelnek a listában. Ez szinte egyik esetben sem egyezik meg a fellépés tényleges sorrendjével.
| Dátum          | Megnevezés                                            | Fellépők | Megjegyzés |
| 1997.03.29-30. | Grand Opening Party (36 órás)                         | Remy (NL), Kevin Sanderson (USA), Joss (NL), Schulz, Tommyboy, Junior, Sm:)e, XXL, Cadik, Sterbinszky, Viktor, Pat Duff, Limit, Roger | |
| 1997.05.10.    | Innocence House Party                                 | Tiesto (NL), Dan von Schulz, Sterbinszky, Pat Duff, Limit, Roger                                                                      | |
| 1997.06.07.    | Summer Start Party                                    | Jon Da Silva (GB), Lady Bump (GB), Billy Idle (GB), Bobby Langley (GB), Junior, Dan von Schulz, Roger, Pat Duff, Limit                | |
| 1997.08.23.    | African Wave                                          | DJ Joe Jam (SF), Andy Slate (D), Ju-tasi, Tommyboy, Limit, Pat Duff, Roger                                                            | |
| 1998.12.25.    | Exclusive Christmas Party                             | Budai, Tommyboy | |
| 1998.12.31.    | Full Action Party - Bye Bye '98                       | Soneec, Newl, Tomee D. | |
| 1999.08.11.    | Napfogyatkozás - 1999                                 | Slam Jr., Mike Lovechild (N.Y.C.), Szeifert                                                                                           | Strictly Trance Symphony élő lemezfelvétel                                                                                             |
| 2000.05.13.    | Tribe & Trance                                        | Francesco Farfa (I) | |
| 2000.07.15.    | Star Dj's at Summer                                   | Warmdruscher (D) | |
| 2000.07.19.    | Star Dj's at Summer                                   | Woody Van Eyden (D) | |
| 2000.07.22.    | Star Dj's at Summer                                   | Niels Van Gogh (D) | |
| 2000.07.26.    | Star Dj's at Summer                                   | Andry Nalin (D) | |
| 2000.07.28.    | Star Dj's at Summer                                   | Dimitri (NL) | |
| 2000.08.02.    | Star Dj's at Summer                                   | Taucher (D) | |
| 2000.08.05.    | Star Dj's at Summer                                   | Moguai (D) | |
| 2000.08.09.    | Star Dj's at Summer                                   | Talla 2 XLC (D) | |
| 2000.08.12.    | Star Dj's at Summer                                   | Marc Spoon (D) | |
| 2000.08.16.    | Star Dj's at Summer                                   | DJ Cosmo (D) | |
| 2000.08.19.    | Star Dj's at Summer                                   | Tomcraft (D) | |
| 2002.02.16.    | Farsang                                               | Luis Paris, Budai, Chriss, Kühl, Szeifert, Surprise                                                                                   | |
| 2002.03.30.    | Grand Opening                                         | Oliver Bondzio, Junior, Kühl, Chriss, Dandy, Geri Da Pig                                                                              | |
| 2002.03.31.    | Grand Opening                                         | DJ Jean, Tommyboy, Chriss, Szeifert, Kühl, Sylvie                                                                                     | |
| 2002.05.04.    | Full Moon                                             | John '00' Fleming, Kühl, Chriss, Geri Da Pig                                                                                          | |
| 2002.06.21.    | Bizarre Summerstart: Strictly Tűz Színház             | Slam Jr., Blueboy, Stone, Shongi, Laser D, Junkie, Hawky                                                                              | |
| 2002.06.22.    | Bizarre Summerstart                                   | Tommyboy, Budai, Chriss, Kühl, Dandy, Spirit                                                                                          | látvány: The Flying Mirror Ball |
| 2002.06.29.    | Flört Resident Nights                                 | Kühl & Chriss | 8 Hours Special Set |
| 2002.07.06.    | Strictly                                              | Strictly Crew, Gery Da Pig, Dandy | |
| 2002.07.12.    | Underground Label Party - DJ Clark Directions 02      | Duel (Live Act), Marc O'Brien, Clark, Goodspeed                                                                                       | |
| 2002.07.13.    | Bizarre                                               | Slam Jr., Chriss and Guests | |
| 2002.07.19.    | Orange Valley                                         | Mar-Y- Sol, Danny L, Dandy | |
| 2002.07.20.    | Space Ibiza Around the World                          | Jamie Fiorito, Tommyboy, Budai, Kühl                                                                                                  | |
| 2002.07.24.    | Techno Gate                                           | Cosmic Gate, Dandy, Tim Tayler | |
| 2002.07.26.    | Holland Weekend                                       | Dimitri, Chriss, Tommyboy, Kühl | |
| 2002.07.27.    | Holland Weekend                                       | Marcello, Chriss, Tommyboy, Kühl | |
| 2002.07.31.    | Techno Gate                                           | Marusha, Gery da Pig, Tim Tayler | |
| 2002.08.02.    | Orange Valley                                         | Angelo, Chriss, Geri da Pig | |
| 2002.08.03.    | Bizarre                                               | Strictly Crew, Gery da Pig, Dandy | |
| 2002.08.07.    | Techno Gate                                           | ATB, Alex Morph, Tim Tayler, Dandy | |
| 2002.08.09.    | Orange Valley                                         | 100% Isis, Chriss, Gery Da Pig | |
| 2002.08.10.    | Flört Progression                                     | Danny Howells, Jason By, Slam Jr., Kühl, Chriss                                                                                       | |
| 2002.08.14.    | Techno Gate                                           | Woody van Eyden, Tim Tayler, Gery da Pig                                                                                              | |
| 2002.08.16-17. | Bizarre Closing                                       | Darren Christian, Tommyboy, Newl, Dandy, Kühl, Chriss                                                                                 | |
| 2002.09.21.    | Flört Záróbuli                                        | Tall Paul, Tommyboy, Kühl, Szeifert, Budai, Spirit                                                                                    | |
| 2002.10.26.    | Halloween                                             | Paul van Dyk, Budai, Kühl, Freee DJs                                                                                                  | |
| 2002.11.15.    | Cream Vol.1                                           | Tiësto, Dandy, Szeifert, Kühl | a "Cream partysorozat" sohasem folytatódott                                                                                            |
| 2002.12.25.    | Flört Christmas                                       | Andry Nalin, Chriss, Kühl, Szeifert, Spirit, Tian                                                                                     | |
| 2002.12.31.    | Bye Bye 2002 Party                                    | Dandy, Geri Da Pig, Schön, Spirit | a Flört Dance Club logo utoljára ennek a bulinak a poszterén szerepelt                                                                 |
| 2003.02.       | Farsang                                               | | ebben az évben az átépítés miatt nem szerveztek farsangi bulit                                                                         |
| 2003.04.19.    | Grand Opening Weekend                                 | X-Press 2, Budai, Monkz (G.ü.l.ü., Supacurtis, Shootie)                                                                               | a klub neve "ÚJFLÖRT"-ként van feltüntetve a poszteren (a későbbi logo betűtípusával)                                                  |
| 2003.04.20.    | Grand Opening Weekend                                 | Layo & Bushwacka!, Kühl, Chriss | |
| 2003.05.10.    | Department 33 / Kühl's B-Day Party                    | Danny Howells, Kühl, Chriss, Oliver MacGregor, Junior, Lauer                                                                          | a klub neve ismét "FLÖRT"-ként van feltüntetve a poszteren (a későbbi logo betűtípusával)                                              |
| 2003.06.21.    | Summer Start                                          | Paul Davis, Nigel Dawson, Kühl, Budai, Newl                                                                                           | az új Flört The Club logo ezen a poszteren jelent meg először                                                                          |
| 2003.06.27.    | Talent DJ Night                                       | Soundsmith, Dave Van N, A.B.Solute | |
| 2003.06.28.    | Plastic Fantastic                                     | Enzo, Monkz, Surprise | |
| 2003.07.04.    | Flört Progressive                                     | Moshic, Geri Da Pig | |
| 2003.07.05.    | Flört Progressive                                     | Dave Seaman, Pete Gooding, Kühl, Pöli                                                                                                 | |
| 2003.07.11.    | Flört Progressive                                     | Andry Nalin, Budai, Szeifert | |
| 2003.07.12.    | Yoshitoshi - In House We Trust 3 Tour                 | Desyn Masiello & Luke Fair, Monkz | |
| 2003.07.18.    | Flört Progressive                                     | Lexicon Avenue, Pöli | |
| 2003.07.19.    | Studio 54 Party                                       | Bernie B! | |
| 2003.07.25.    | Holland Weekend                                       | Sander Kleinenberg | |
| 2003.07.26.    | Holland Weekend                                       | Fred Numf, Szeifert, Budai, Kühl | |
| 2003.08.01.    |                                                       | Jo Mills, Randall | |
| 2003.08.02.    |                                                       | Tom Novy, Monkz | Tom Novy a fellépést lemondta, helyette Red Jerry lépett fel                                                                           |
| 2003.08.08.    | Plastic Fantastic                                     | Monkz (all night long) | |
| 2003.08.09.    |                                                       | Soneec, Szeifert, Roger, Sumo | |
| 2003.08.15.    | Szezonzáró                                            | Saeed & Palash, Pöli, Sur-prise | |
| 2003.08.16.    | Szezonzáró                                            | Chriss, Deep Dish, Kühl | a klub éjféltájban megtelt, később a légkondicionálás elromlott, reggel fél 7-kor még karszalaggal is sorba kellett állni a klub előtt |
| 2003.09.20.    | Closing Party                                         | Circulation Live & DJ Set (Paul Davis, Matt Jackson), Kühl, Chriss                                                                    | a poszteren hibásan (30-as körzetszámmal) szerepelt az infoline telefonszáma                                                           |
| 2003.11.15.    | Halloween                                             | Seb Fontaine, Kühl & Chriss, Pöli | |
| 2003.12.25.    | Exclusive Christmas Party                             | Moshic, Budai, Kühl, Nash | |
| 2003.12.31.    | New Year Mania!                                       | Szeifert (all night long) | |
| 2004.02.14.    | Farsang                                               | Saeed & Palash, Kühl & Pöli | az amerikai duóból csak Saeed tudott megjelenni                                                                                        |
| 2004.04.10.    | Grand Opening                                         | Anthony Pappa, Kühl, Chriss, Pöli | |
| 2004.04.11.    | Grand Opening                                         | The Scumfrog, John Creamer, Budai, GaborK, Szeifert & Groovy B.                                                                       | |
| 2004.05.22.    | 15. Szülinapi Party                                   | Sterbinszky, Szeifert, Chriss, Roger, Budai, Kühl                                                                                     | hajnalban egy hatalmas tortát toltak be a tánctérre, amelyből az összegyűlt partyzók falatozhattak                                     |
| 2004.06.12.    | Flört Exclusive / BT: Laptop Symphony                 | BT, Szeifert, Dandy | |
| 2004.06.26.    | Summerstart                                           | Moshic, The Debut (Moonline, Garay, Geri Da Pig)                                                                                      | |
| 2004.07.10.    | Flört Fresh                                           | Nic Fanciulli, Pöli, Moonline, Geri Da Pig                                                                                            | |
| 2004.07.14.    | Trance-X-Plosion                                      | DJ Quicksilver (D) | |
| 2004.07.21.    | Trance-X-Plosion                                      | DJ Jan Wayne (D) | |
| 2004.07.24.    | Flört LIVE                                            | Snap! (D) | |
| 2004.07.28.    | Flört LIVE                                            | Coolio (USA) | |
| 2004.07.31.    | Holland Night / Flört Inside Part II CD Release Party | Misja Helsloot, Szeifert vs. Krash (Live Act), The Debut (Garay, Dandy, Moonline)                                                     | |
| 2004.08.04.    | Hip-Hop                                               | DJ Tomekk (D) | |
| 2004.08.07.    | Trance-X-Plosion                                      | ATB (D), Rick Air (D) | |
| 2004.08.11.    | Viva Club Rotation                                    | Moguai (D), Boogie Pimps (D), Tocadisco (D)                                                                                           | |
| 2004.08.18.    | Trance-X-Plosion                                      | Tomcraft (D) | |
| 2004.08.19.    | Summer Closing                                        | Seb Fontaine, James Holden, Kühl, Sur-prise                                                                                           | |
| 2004.10.23.    | Flört Exclusive                                       | Steve Lawler, Oliver MacGregor, Kühl, Chriss, The Debut                                                                               | |
| 2004.11.27.    | Flört Halloween                                       | Sander Kleinenberg, Dan Sanders, Kühl, Chriss, The Debut (Moonline, Garay, Dandy) , Pöli                                              | Sander Kleinenberg a fellépést lemondta                                                                                                |
| 2004.12.25.    | Christmas                                             | Junior Sanchez, Moshic, Budai, Tommyboy                                                                                               | |
| 2004.12.31.    | Bye Bye 2004!                                         | Tian, Spirit, Rash, Tofa | |
| 2005.02.05.    | Farsang                                               | Satoshi Tomiie, The Debut (Dandy, Moonline, Garay)                                                                                    | |
| 2005.03.13.    | Grand Opening                                         | Sander Kleinenberg, Gabriel & Dresden, The Debut (Dandy, Moonline, Garay)                                                             | Kleinenberget újra meghívták 2004.11.27-i lemondott fellépésének bepótlásaként                                                         |
| 2005.05.20.    | Flört Exclusive / Flört 16th Birthday Party           | Sasha, The Debut (Dandy, Garay, Moonline)                                                                                             | |
| 2005.06.04.    | Ikrek éjszakája                                       | Dandy, Moonline, Skiz, Invoice | Dandy 27. születésnapja, zártkörű, a kis teremben került megrendezésre                                                                 |
| 2005.06.18.    | Renaissance Summerstart                               | Hernan Cattaneo, Tommyboy, Clark, The Debut (Dandy, Moonline, Garay), DJ Mambo                                                        | |
| 2005.07.02.    | Flört Debut Summer Special                            | The Debut | |
| 2005.07.23.    | Renaissance Birthday Party                            | James Zabiela, The Debut (Dandy, Moonline, Garay)                                                                                     | |
| 2005.08.05.    | Hungarian Special                                     | Invoice, Dandy, Tommyboy, Chriss | |
| 2005.08.06.    | ATB World Tour 2005                                   | ATB, Woody van Eyden | |
| 2005.08.19.    | Summer Closing Party                                  | Dave Seaman, Luke Chable, The Debut (Moonline, Garay, Dandy)                                                                          | |
| 2005.10.15.    | Halloween                                             | Satoshi Tomiie, Lexicon Avenue, Tommyboy                                                                                              | |
| 2005.12.25.    | Exclusive Traditional Christmas Party                 | Matthew Dekay, Moshic, Dandy, Invoice, Mattan                                                                                         | |
| 2005.12.31.    | Bye Bye 2005!                                         | Tian, Spirit, Tofa, Zee | |
| 2006.02.18.    | Flört Farsang                                         | Nick Warren, Chriss, Dandy | |
| 2006.04.15.    | Grand Opening                                         | James Zabiela, Dandy, Moonline | a Flört melletti telken megkezdődött az építkezés, így ott a parkolási lehetőség megszűnt                                              |
| 2006.05.20.    | Birthday Party                                        | Hybrid, Chriss, Kühl, Dandy, Tommyboy                                                                                                 | |
| 2006.06.03.    | Ikrek éjszakája 2                                     | Dandy, Madox, Invoice, Mattan | Dandy 28. születésnapja, zártkörű, a kis teremben került megrendezésre                                                                 |
| 2006.06.17.    | Summer Start 2006                                     | Nils Noa, G-Pal, Chris Scott (Echomen, Lexicon Avenue), Monkz, James Cole                                                             | |
| 2006.07.21.    | Hungarian Special                                     | Dandy, Moonline, Monkz (Supacurtis & Shootie), Pat Duff, Tian, Giga, Chaab, Spirit                                                    | |
| 2006.08.19.    | Summer Closing "a nyár leghosszabb partyja!"          | Desyn Masiello, Paolo Mojo, Andry Nalin (Bush II Bush), Kühl, Dandy                                                                   | |
| 2006.10.22.    | Halloween                                             | Hernan Cattaneo, Dandy, Kühl, Moonline                                                                                                | |
| 2006.11.18.    | Justmusic Tripla Lemezbemutató Party                  | Chriss, Dandy, Tommyboy, Invoice, Yvel & Tristan, Mattan                                                                              | |
| 2006.12.25.    | Christmas Special                                     | Slam Jr., Budai, Tommyboy, Andry Nalin (Bush II Bush), Dandy                                                                          | |
| 2006.12.31.    | Good Bye 2006                                         | Dandy, Mattan, Invoice, Madox, Yvel & Tristan                                                                                         | |
| 2007.02.       | Farsang                                               | | ebben az évben az átépítés miatt nem szerveztek farsangi bulit                                                                         |
| 2007.04.07.    | Grand Opening 2007                                    | Dave Seaman, Desyn Masiello, Chriss, Dandy, Invoice, Mattan, Madox                                                                    | |
| 2007.05.19.    | Flört's 18th Birthday                                 | Satoshi Tomiie, Kühl, Dandy, Yvel & Tristan                                                                                           | |
| 2007.06.02.    | Ikrek éjszakája 3                                     | Dandy, Mattan, Madox, Invoice (Truesounds)                                                                                            | Dandy 29. születésnapja, zártkörű az korábbiaktól eltérően már a nagy teremben került megrendezésre                                    |
| 2007.06.30.    | Summer Start                                          | Nils Noa, Andry Nalin, Dandy | |
| 2007.08.11.    | Justmusic.FM Boat Party 2                             | Matthew Dekay, Martin Garcia, Tommyboy, Cartman                                                                                       | a rendezvényt a rossz idő miatt a Flörtben rendezték meg                                                                               |
| 2007.08.18.    | ATB Trilogy World Tour                                | ATB | |
| 2007.08.19.    | Summer Closing                                        | Anthony Pappa, Hernan Cattaneo, Chriss, Dandy                                                                                         | |
| 2007.10.21.    | Halloween                                             | Steve Lawler, Kühl, Chriss, Dandy | |
| 2007.11.17.    | Monitor Live Special                                  | Chriss & Dandy, Yvel & Tristan | |
| 2007.12.25.    | Christmas Classics \| Special                         | Sterbinszky, Slam Jr., Tommyboy, Budai, Andry Nalin, Dandy                                                                            | |
| 2007.12.31.    | Truesounds New Years Eve Party                        | Dandy, Invoice, Mattan, Madox, Coyote (special guest)                                                                                 | |
| 2008.02.09.    | Farsang                                               | Hybrid, Nils Noa, Livio, Dandy | a Hybrid duó lemondta a fellépést |
| 2008.03.22.    | Grand Opening                                         | Nick Warren, Anthony Pappa, Dandy | |
| 2008.05.10.    | 19th Bithday                                          | Danny Howells, Dandy, Kühl | |
| 2008.06.07.    | Ikrek éjszakája 4                                     | Dandy, Invoice, Mattan (Truesounds)                                                                                                   | Dandy 30. születésnapja, zártkörű |
| 2008.06.28.    | Summer Opening '08                                    | Wally Lopez, Matthew Dekay, Dandy | |
| 2008.08.19.    | Summer Closing                                        | Steve Lawler, Hernan Cattaneo, Chriss, Dandy                                                                                          | kivételesen 9:00-ig tartott |
| 2008.10.25.    | Halloween                                             | Victor Calderone, Chaab, Chriss, Dandy                                                                                                | 7:00-ig tartott, téli időszámítás szerint (azaz 8:00-ig)                                                                               |
| 2008.11.15.    | 4 Elements                                            | Breeth, Dandy, Pat Duff, James Cole                                                                                                   | |

## Kapcsolódó lemezek

### Kislemezek
- Szeifert - Flört Inside (2001)
- Szeifert vs. Krash - Flört Inside Part II (2004)

Mindkét dalhoz készült videóklip, és a Flört Inside Part II meg is tekinthető itt: https://www.youtube.com/watch?v=MPPDaYt_zvU
A Flört Inside Part II dal szövege a klubban rendezett partyk érzését próbálja átadni, visszaidézni.
- Nick Warren - Buenos Aires

A dalhoz készült hivatalos videoklipben szerepelnek a Flörtben felvett részletek, ezt a klip leírásában is említik.

### Mixalbumok
- Slam Jr. - Strictly Trance Symphony

A lemezt élőben rögzítették a Flörtben 1999. augusztus 11-én a Magyarországról is látható teljes napfogyatkozás utáni éjszakán. Erre a partyra sokszor "Napfogyatkozás-party"-ként hivatkoznak a klub berkein belül.
A klub egyes rezidensei több alkalommal is megjelentettek mixlemezeket, amelyek a klub nevét viselik valamilyen formában.
- Sterbinszky - Egy nyár a Flörtben (1999)
- Sterbinszky - Megint egy nyár a Flörtben (2000) (dupla CD)
- Szeifert - Flört Inside Club Mix (2001)
- Szeifert - Flört Inside Part II Club Mix (2004)

Az „Egy nyár a Flörtben” c. mixlemez 1999. június 9-én jelent meg és szeptemberre elérte a 25000 eladott példányszámot. Sterby ezt az aranylemezt ünnepélyes keretek között vehette át a Flört Disco nagyközönsége előtt, a szezon végén, a PLAYMATE záró bulin. A támogató disco részére köszönetképpen, Borbély Gyulának a Flört akkori promóterének adta át Sterbinszky a bekeretezett lemezt. Időközben a hanghordozók száma elérte már a 32500 db-ot, ami teljességgel rekord ebben a műfajban, a mi hazánkban. Megjelenés után három héten keresztül MAHASZ listavezető volt az album, amire még nem volt példa DJ esetében. Természetesen a lemez szorosan kapcsolódik a DJ 1999-ben eltöltött nyári, siófoki éjszakáihoz, hiszen minden péntek éjszaka az akkor még Flört Disco néven futó mega club exclusive házigazdája volt, sok esetben akár 7 órás szettekkel is. A parti sorozat a PLAYMATE nevet kapta, ami egyébként céloz a házigazda és a közönség egész éjszakán át kialakított kontaktjára. Sterbinszky később két másik klubbal (Palace, DTD) karöltve is jelentetett meg hasonló lemezeket.
A Flört Inside Part II Club Mix a klub 15 éves évfordulója alkalmából jelent meg. A szerzők (Szeifert és Krash) a 2004. július 31-én megrendezett CD Release Partyn élőben is bemutatták a lemez hanganyagát a klubban.